# Mankayane
Mankayane este un oraș în partea vestică a statului Eswatini.